# Come in un film
Come in un film è un brano musicale del gruppo musicale italiano Modà, quinta traccia del loro quarto album Gioia. Una sua versione in duetto con la cantante Emma è stata pubblicata il 12 dicembre 2014 come unico singolo estratto dal primo album dal vivo della band, 2004-2014 - L'originale.

## Video musicale
Il video ufficiale del brano, prodotto da Run Multimedia e diretto da Gaetano Morbioli, è stato pubblicato lo stesso giorno dell'uscita del singolo.

## Classifiche
| Classifica (2014) | Posizione massima |
| ----------------- | ----------------- |
| Italia            | 93                |